# کلان‌شهر مستقل استکپورت
کلان‌شهر مستقل استکپورت (به انگلیسی: Metropolitan Borough of Stockport) یک کلان‌شهر مستقل در انگلستان است که در منچستر بزرگ واقع شده‌است. کلان‌شهر مستقل استکپورت ۷۸ متر بالاتر از سطح دریا واقع شده‌است.